# Burg Jōjō
Die Burg Jōjō (jap. 上条城, Jōjō-jō) war eine japanische Burg in der Stadt Kasugai.

## Geschichte
Der ursprüngliche Teil der Burg wurde von Osaka Mitsuyoshi 1218 errichtet. 1586 wurde die Burg – zusammen mit weiteren Burgen – abgerissen, um damit einer Forderung von Toyotomi Hideyoshi nachzukommen.